# Sporting Clube Farense
L'Sporting Clube Farense és un club de futbol de la ciutat de Faro, a Portugal.

## Història
El club va ser fundat l'any 1910. Competí al campionat regional de l'Algarve, on guanyà els campionats de 1914/15, 1917/18, 1921/22, 1933/34, 1935/36 i 1937/38. Al campionat nacional guanyà el títol de segona divisió les temporades 1939/40 i 1982/83. A la primera divisió ha participat en més de 20 temporades, essent la millor classificació el 1994/95 amb una cinquena posició.
Des de la seva participació en la Copa de la UEFA de la temporada 1995/1996 el club començà a patir una sèrie d'infortunis dins i fora del camp que culminaren amb la seva sortida de la lliga la temporada 2005/2006. El club no va poder pagar els seus jugadors professionals i fou desqualificat, havent de començar de nou a la categoria més baixa.

## Rivalitats
El club té rivalitat amb altres de l'Algarve: especialment el S.C. Olhanense i el Portimonense S.C.

## Estadi

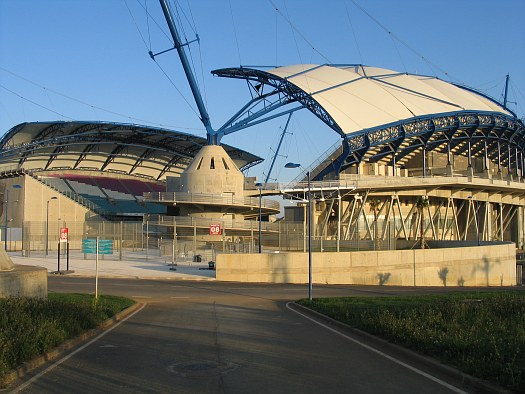
Vista de l'estadi del Algarve.

EL Farense juga els seus partits a l'estadi de l'Algarve, qualificat quatre estrelles per la UEFA i que fou seu de l'Eurocopa 2004. Té una capacitat per a trenta mil espectadors. Amb anterioritat havia a l'Estádio de São Luís.

## Futbolistes destacats
- Paco Fortes (1984-89)
- Bruno Alves (2002-03)
- Fábio Felício (1995-02)
- Ricardo Vaz Tê (2002-03)
- Peter Eastoe (1985-87)
- Hassan Nader (1992-04)
- Henry Makinwa (2002-03)
- Peter Rufai (1994-97)
- Lucian Marinescu (1999/00)
- Milonja Đukić (1991-98)
- Ferenc Mészáros